# Joan VI de Portugal
Joan VI de Portugal dit “el Clement” (Lisboa, 13 de maig de 1767 - ibídem 10 de març de 1826) fou príncep del Brasil (1788 - 1816); regent del Regne de Portugal (1792 - 1816); rei del Brasil (1816 - 1822); i rei de Portugal (1816 - 1826).

## Família
Fill de la reina Maria I de Portugal i del rei Pere III de Portugal, essent net del rei Josep I de Portugal i de la infanta Maria Anna Victòria de Borbó per part de mare, mentre que per part de pare ho era del rei Joan V de Portugal i de l'arxiduquessa Maria-Anna d'Àustria.
El 9 de juny de 1785 es casà a Lisboa amb la infanta Carlota Joaquima d'Espanya, filla del rei Carles IV d'Espanya i la seva esposa, la princesa Maria Lluïsa de Borbó-Parma. S'instal·laren a Lisboa i tingueren els següents fills:
- SAR la infanta Maria Teresa de Portugal (1793 - 1874), casada en primeres núpcies amb l'infant Pere d'Espanya i en segones núpcies amb el pretendent carlista, Carles Maria Isidre de Borbó.
- SAR l'infant Francesc Antoni de Portugal, nat al Palau de Queluz el 1795 i mort a Lisboa el1801.
- SAR la infanta Maria Isabel de Portugal, nascuda al Palau de Queluz el 1797 i morta a Madrid el 1818. Fou casada el 1816 amb Ferran VII d'Espanya
- SM el rei Pere IV de Portugal, nascut el 1798 a Lisboa i mort el 1834 al Palau de Queluz. Es casà en primeres núpcies amb l'arxiduquessa Maria Leopoldina d'Àustria i en segones núpcies amb la princesa Amèlia de Beauharnais.
- SAR la infanta Maria Francesca de Portugal, nascuda al Palau de Queluz el 1800 i morta el 1834 a Alverstoke Rectory (Anglaterra). Es casà amb l'infant Carles Maria Isidre de Borbó, pretendent carlista al tron d'Espanya.
- SAR la infanta Isabel Maria de Portugal, nascuda el 1801 a Lisboa i morta el 1876 a Lisboa.

- SM el rei Miquel I de Portugal, nascut el 1802 al Lisboa i mort el 1866 a Jagdschloß Karlshöhe bei Bronnbach (Anglaterra). Es casà amb la princesa Adelaida de Löwenstein-Wertheim-Rosenberg

- SAR la infanta Maria Assumpció de Portugal, nascuda el 1805 a Lisboa i morta 1834 a Santarem.

- SAR la infanta Anna de Portugal, nascuda al Palau de Mafra el 1806 i morta a Roma el 1857. Es casà l'any 1827 al Palau de Queluz amb l'aristòcrata portuguès Nuño Jose Severo de Mendoça Rolim de Moura Barreto, duc de Loulé.

## Ascens al tron

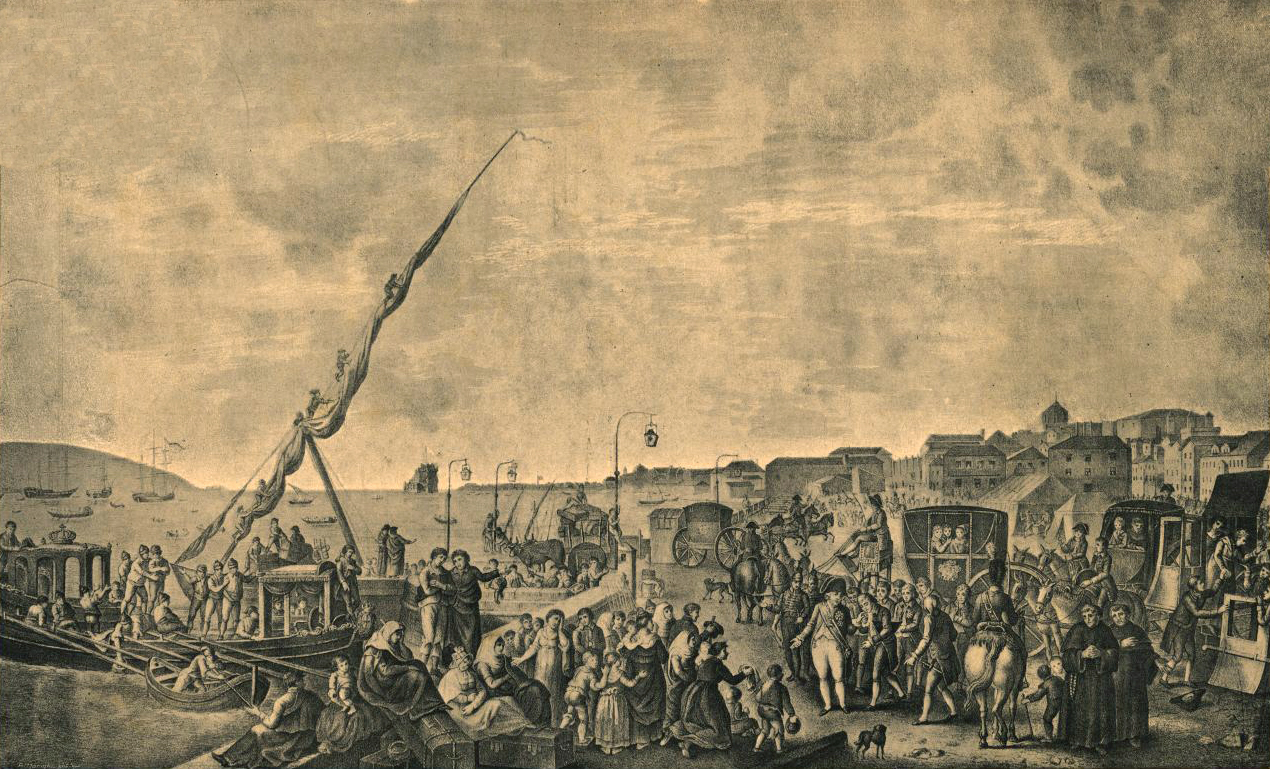
Fugida de Joan VI i la seva família des del port de Belém vers el Brasil.

L'any 1792 assumí la corona portuguesa, com a regent, arran del nombrosos problemes mentals de la seva mare, la reina Maria I de Portugal. Descobriments posteriors afirmen que aquests desordres foren causats per la porfíria, malaltia bastant comú entre algunes cases reials com la portuguesa, l'anglesa o la hannoveriana, consistent en la barreja de la sang i de l'orina.
L'any 1807 la família reial portuguesa, fugint de les tropes napoleòniques que havien envaït Portugal, s'instal·là al Brasil, fent de la ciutat de Rio de Janeiro la capital de l'Imperi Portuguès. En aquesta ciutat, l'infant Joan de Portugal esdevingué un príncep d'idees gairebé liberals. Mentrestant a Portugal, els anglesos aconseguiren expulsar els francesos el 1809 i començà l'entrada d'idees liberals, durant dotze anys, els anglesos dominaren com una autèntica colònia Portugal. Al Brasil, declarà la llibertat de comerç, obrí el port a tots els països, i elevà l'estatus jurídic del Brasil colonial fins a igualar-lo amb el de Portugal, anomenant el regne Regne Unit de Portugal, Brasil i l'Algarve. Amb la mort de la seva mare, el 1816 no fou declarat rei immediatament, hagué d'esperar fins al 6 de febrer de 1818.
Tot i la derrota de Napoleó, Joan VI decidí quedar-se al Brasil, i no fou fins que esclatà una revolució a la ciutat de Porto que decidí viatjar fins al continent europeu, tot i que el seu hereu, el príncep Pere, va quedar-s'hi en representació de la corona. L'any 1821 el Rei arribà a Portugal i en contra de l'opinió generalitzada de què lluitaria en contra de la revolució liberal, el monarca jurà la Constitució portuguesa en la qual es materialitzava la desarticulació del Tribunal del Sant Ofici, s'abolia la censura i es creava el Banc de Lisboa.
L'infant Pere, que restà al Brasil, decidí declarar 7 de setembre de 1822 la independència del Brasil, i s'autoproclamà emperador. Fins i tot el rei liderà la desarticulació d'un cop d'estat de caràcter absolutista liderada per la seva muller, la reina Carlota Joaquima d'Espanya i pel seu fill el príncep i després rei Miquel I de Portugal el 1823. El 1826 el monarca moria a Lisboa. Al llarg del seu regnat es consolidà la divisió de Portugal i del Brasil en dos estat independents. La seva mort iniciada una intensa disputa successòria a Portugal que acabà amb l'entronització de la seva neta, la infanta i després reina Maria II de Portugal.